# Oberfeulen
Oberfeulen är en ort i Luxemburg.   Den ligger i kantonen Canton de Diekirch och distriktet Diekirch, i den centrala delen av landet, 27 km norr om huvudstaden Luxemburg. Oberfeulen ligger 298 meter över havet och antalet invånare är 283.
Terrängen runt Oberfeulen är kuperad norrut, men söderut är den platt.  Närmaste större samhälle är Ettelbruck, 4,9 km öster om Oberfeulen. 
I omgivningarna runt Oberfeulen växer i huvudsak blandskog. Runt Oberfeulen är det ganska tätbefolkat, med 116 invånare per kvadratkilometer.